# Aspilota longibasis
Aspilota longibasis är en stekelart som beskrevs av Fischer 1969. Aspilota longibasis ingår i släktet Aspilota och familjen bracksteklar. Inga underarter finns listade.